# كلارك بارويك
كلارك بارويك (بالإنجليزية: Clark Barwick) هو رياضياتي أمريكي، ولد في 9 يناير 1980.